# Репп, Стаффорд
Стаффорд Репп (англ. Stafford Repp), полное имя Стаффорд Алоиз Репп (англ. Stafford Alois Repp; 26 апреля 1918 — 5 ноября 1974) — американский актёр кино и телевидения 1950—1970-х годов.
За время своей кинокарьеры Репп сыграл небольшие и эпизодические роли более чем в 30 фильмах, включая «Щит для убийства» (1954), «На трёх тёмных улицах» (1954), «Чёрный вторник» (1954), «Не как чужой» (1955), «Человек с оружием» (1955), «Большой дом» (1955), «Убийца на свободе» (1956), «Дорогой воровства» (1957), «Я хочу жить!» (1958) и «Братья Карамазовы» (1958).
Однако более всего Репп известен по роли шефа полиции Майлса Клэнси О’Хары в телесериале «Бэтмен» (1966—1968, 120 эпизодов). Эту же роль он сыграл в фильме «Бэтмен» (1966).

## Ранние годы и начало карьеры
Стаффорд Репп, имя при рождении Стаффорд Алоиз Репп, родился 26 апреля 1918 года в Сан-Франциско, Калифорния, где вырос и окончил среднюю школу.
Перед Второй мировой войной Репп начал играть в театральных постановках на Западном побережье. Вскоре после нападения в Перл-Харбор Репп пошёл служить в ВВС США. Во время службы в армии он участвовал в организации развлекательных шоу.

## Карьера в кинематографе
Репп дебютировал в кино в 1954 году, сыграв небольшие роли в четырёх фильмах, три из которых были фильмами нуар. Так, в фильме нуар «Чёрный вторник» (1954) с Эдвардом Робинсоном он сыграл репортёра, в нуаре с Эдмондом О’Брайеном «Щит для убийства» (1954) Репп был полицейским детективом, а в нуаре «На трёх тёмных улицах» (1954) с Бродериком Кроуфордом — боксёрским менеджером.
В 1955 году Репп сыграл небольшую роль одного из врачей в медицинском фильме нуар Стенли Крамера «Не как чужой» (1955) с участием таких звёзд, как Оливия де Хэвилленд и Фрэнк Синатра, а также появился в вестерне с Робертом Митчемом «Человек с оружием» (1955). Другими картинами Реппа этого года были тюремный нуар с Бродериком Кроуфордом и Ральфом Микером «Большой дом» (1955), где он сыграл тюремщика, ещё один тюремный нуар «Без цепей» (1955), где он был начальником сварочных работ в тюрьме, а также вестерн с Грир Гарсон и Дэной Эндрюсом «Странная леди в городе» (1955) и мелодрама с Хосе Феррером «Сорокопут» (1955).
В 1956 году у Реппа были роли в восьми фильмах. Он, в частности, сыграл капитана полиции в фильме нуар Бадда Беттикера «Убийца на свободе» (1956) с Джозефом Коттеном в главной роли, у него была значимая роль таксиста, которого гангстеры убивают как опасного свидетеля в фильме нуар с Мерл Оберон «Цена стража» (1956), а в политическом нуар «Босс» (1956) с Джоном Пейном он сыграл местного политика. Репп также появился в вестернах «Звезда в пыли» (1956) с Джоном Агаром и Мейми Ван Дорен и «Каньон Ривер» (1956) с Джорджем Монтгомери.
Репп сыграл важную роль члена банды грабителей в фильме нуар «Дорогой воровства» (1957) с Джином Реймондом. Как написал историк кино Деннис Шварц, «в сюжет картины отлично вписываются вечные лузеры в мире кино — Элиша Кук-младший и Стаффорд Репп». У Реппа также была заметная роль в криминальной мелодраме об исправительной школе для девушек «Зеленоглазая блондинка» (1957).
В 1958 году Репп сыграл сержанта полиции в тюремном нуаре Роберта Уайза с Сьюзен Хейуорд «Я хочу жить!» (1958), был трактирщиком в драме Ричарда Брукса с Юлом Бриннером «Братья Карамазовы» (1958), а также сыграл небольшую роль грузчика в мелодраме с Ширли Бут «Жаркий сезон» (1958). После этого Репп появился в небольшой роли библиотекаря в фильме нуар Сэмюэла Фуллера «Кровавое кимоно» (1959) и был капитаном полиции в драме о молодёжи с Уильямом Шаттнером «Взрывное поколение» (1961). В середине 1960-х годов Репп сыграл в семейной ленте в Брайаном Китом «Тигр идёт» (1964), комедии с Роком Хадсоном «Очень необычная услуга» (1965) и был шефом полиции О’Харой в приключенческом экшне с Адамом Уэстом «Бэтмен» (1966).
Последним фильмом Реппа, который вышел при его жизни, был низкобюджетный хоррор-триллер «Дикое похищение» (1973). Незадолго до своей смерти в 1974 году Репп снялся в нескольких сценах фильма Орсона Уэллса «Другая сторона ветра» (2018), который был закончен и выпущен в прокат только в 2018 году.

## Карьера на телевидении
Как отмечено в «Нью-Йорк Таймс», на протяжении своей актёрской карьеры Репп сыграл во множестве телесериалов. По информации Internet Movie Database, Репп снимался на телевидении, начиная с 1954 и вплоть до своей смерти в 1974 году, появившись за это время в 292 эпизодах 114 различных сериалов.
В 1957—1958 годах у Реппа была постоянная роль лейтенанта полиции в четырёх эпизодах детективного комедийного сериала «Тонкий человек» (1957—1958). В 1963—1964 годах в 17 эпизодах ситкома «Новое шоу Фила Сильверса» Репп сыграл постоянную роль босса главного героя (Фил Сильверс), бригадира на заводе, который постоянно пытается быстро обогатиться за чужой счёт. Самой известной работой Реппа на телевидении стала роль шефа полиции О’Хары, которую он сыграл в 120 эпизодах телесериала «Бэтмен» (1966—1968) с Адамом Уэстом в заглавной роли.
У Реппа также были гостевые роли в таких популярных сериалах, как «Облава» (1956—1959), «Театр Зейна Грея» (1957—1958), «Дымок из ствола» (1957—1972), «Истории Уэллс-Фарго» (1958—1962), «Дни в Долине смерти» (1959), «Неприкасаемые» (1959), «Сыромятная плеть» (1959—1961), «Перри Мейсон» (1959—1962), «Бонанза» (1960—1962), «Сумеречная зона» (1960—1964), «Шоу Люси» (1963—1964), «Правосудие Берка» (1965), «Адам-12» (1968), «Я мечтаю о Джинни» (1969), «Вот — Люси» (1970) и «Баначек» (1972).
Эпизод телесериала «Менникс» (1975), в котором снялся Репп, вышел в эфир через два месяца после его смерти. Последний раз Репп появился на телеэкране в роли офицера военной полиции в эпизоде военного ситкома «Чёртова служба в госпитале МЭШ» (1975), этот эпизод вышел в эфир через четыре месяца после смерти актёра.

## Личная жизнь
Стаффорд Репп был женат трижды. Его первой женой в 1967 году стала Берта Джей Слэк (англ. Berta J. Slack), однако в 1968 году они развелись. В 1969 году Репп женился на Шерон Дайан Карриер (англ. Sharon Diane Currier), с которой развёлся в 1970 году. В 1970 году Репп женился на Терезе Валенти Мориарти (англ. Theresa Valenti Moriarty), с которой прожил до своей смерти в 1974 году.
Благодаря удачному вложению в сеть автомоек, Репп был достаточно обеспеченным человеком.

## Смерть
Стаффорд Репп умер 5 ноября 1974 года в Инглвуде, Калифорния, в возрасте 56 лет от сердечного приступа во время посещения скачек.
По информации «Нью-Йорк Таймс», у него осталась жена, пятеро детей, сестра и двое внуков.

## Фильмография
| Год         |    | Русское название                  | Оригинальное название                    | Роль                                                                          |
| ----------- | -- | --------------------------------- | ---------------------------------------- | ----------------------------------------------------------------------------- |
| 1954        | ф  | Чёрный вторник                    | Black Tuesday                            | Берт Посмоник (в титрах не указан)                                            |
| 1954        | ф  | На трёх тёмных улицах             | Down Three Dark Streets                  | боксёрский менеджер (в титрах не указан)                                      |
| 1954        | ф  | Пожарный, спаси моего ребёнка     | Fireman Save My Child                    | третий кучер Эммы (в титрах не указан)                                        |
| 1954        | ф  | Щит для убийства                  | Shield for Murder                        | детектив О’Делл (в титрах не указан)                                          |
| 1954        | с  | Шоу Джорджа Бернса и Грейси Аллен | The George Burns and Gracie Allen Show   | мужчина за стойкой (1 эпизод)                                                 |
| 1954        | с  | Я жил тремя жизнями               | I Led 3 Lives                            | товарищ Аллен (1 эпизод)                                                      |
| 1954        | с  | Медик                             | Medic                                    | Джордж Отис (1 эпизод )                                                       |
| 1954        | с  | Отец знает лучше                  | Father Knows Best                        | полицейский (1 эпизод, в титрах не указан)                                    |
| 1954        | с  | Общественный защитник             | Public Defender                          | клерк в суде (1 эпизод)                                                       |
| 1955        | ф  | Большой дом                       | Big House, U.S.A.                        | начальник тюрьмы Мачек (в титрах не указан)                                   |
| 1955        | ф  | Человек с оружием                 | Man with the Gun                         | Артур Джексон (в титрах не указан)                                            |
| 1955        | ф  | Не как чужой                      | Not as a Stranger                        | доктор по ориентации (в титрах не указан)                                     |
| 1955        | ф  | Сорокопут                         | The Shrike                               | Флеминг (в титрах не указан)                                                  |
| 1955        | ф  | Странная леди в городе            | Strange Lady in Town                     | Маканир (в титрах не указан)                                                  |
| 1955        | ф  | Без цепей                         | Unchained                                | мистер Миллер, руководитель сварочными работами в тюрьме (в титрах не указан) |
| 1955        | с  | Письмо к Лоретте                  | Letter to Loretta                        | пристав (1 эпизод ))                                                          |
| 1955        | с  | Театр «Пепси-колы»                | The Pepsi-Cola Playhouse                 | (1 эпизод)                                                                    |
| 1955        | с  | Граница                           | Frontier                                 | член жюри (1 эпизод)                                                          |
| 1955        | с  | Борец за справедливость           | Crusader                                 | (1 эпизод)                                                                    |
| 1955        | с  | Агенты Казначейства в действии    | Treasury Men in Action                   | адвокат (1 эпизод)                                                            |
| 1955        | с  | Большой город                     | Big Town                                 | (1 эпизод)                                                                    |
| 1955—1957   | с  | Видеотеатр «Люкс»                 | Lux Video Theatre                        | разные роли (4 эпизода)                                                       |
| 1955—1957   | с  | Студия 57                         | Studio 57                                | разные роли (2 эпизода)                                                       |
| 1955— 1957  | с  | Миллионер                         | The Millionaire                          | разные роли (2 эпизода)                                                       |
| 1956        | ф  | Стальные джунгли                  | The Steel Jungle                         | Бикли                                                                         |
| 1956        | ф  | Цена страха                       | The Price of Fear                        | Джонни Макнэб                                                                 |
| 1956        | ф  | Звезда в пыли                     | Star in the Dust                         | Лео Роос                                                                      |
| 1956        | ф  | Босс                              | The Boss                                 | Эрл Бентли (в титрах не указан)                                               |
| 1956        | ф  | Каньон Ривер                      | Canyon River                             | бармен (в титрах не указан)                                                   |
| 1956        | ф  | Башня жестокости                  | The Cruel Tower                          | доктор (в титрах не указан)                                                   |
| 1956        | ф  | Тем тяжелее падение               | The Harder They Fall                     | репортёр (в титрах не указан)                                                 |
| 1956        | ф  | Убийца на свободе                 | The Killer Is Loose                      | капитан полиции штата Лайл Сноу (в титрах не указан)                          |
| 1956        | с  | Телевизионный театр «Форда»       | The Ford Television Theatre              | разные роли (2 эпизода)                                                       |
| 1956        | с  | Шайенн                            | Cheyenne                                 | Клив Хаммер (1 эпизод)                                                        |
| 1956        | с  | Дневной спектакль                 | Matinee Theatre                          | (1 эпизод)                                                                    |
| 1956        | с  | Театр научной фантастики          | Science Fiction Theatre                  | профессор Ван Дорне (1 эпизод )                                               |
| 1956        | с  | Телефонное время                  | Telephone Time                           | (1 эпизод)                                                                    |
| 1956        | с  | Кавалькада Америки                | Cavalcade of America                     | Томпсон (1 эпизод)                                                            |
| 1956        | с  | Военно-морской дневник            | Navy Log                                 | Дэниел Адлер (1 эпизод)                                                       |
| 1956        | с  | Первый ряд по центру              | Front Row Center                         | Ликок (1 эпизод)                                                              |
| 1956—1959   | с  | Облава                            | Dragnet                                  | разные роли (2 эпизода)                                                       |
| 1957        | ф  | Зеленоглазая блондинка            | The Green-Eyed Blonde                    | Билл Прелл                                                                    |
| 1957        | ф  | Дорогой воровства                 | Plunder Road                             | Роли Адамс                                                                    |
| 1957        | с  | Театр у камина с Джейн Уаймен     | Jane Wyman Presents The Fireside Theatre | (1 эпизод)                                                                    |
| 1957        | с  | Полицейский штата                 | State Trooper                            | разные роли (2 эпизода)                                                       |
| 1957        | с  | Паника!                           | Panic!                                   | медвежатник (1 эпизод)                                                        |
| 1957        | с  | Суд последней надежды             | The Court of Last Resort                 | Ричард Филлипс (1 эпизод)                                                     |
| 1957        | с  | Команда М                         | M Squad                                  | Джордж Минк (1 эпизод)                                                        |
| 1957        | с  | Кейси Джонс                       | Casey Jones                              | Джад Харли (1 эпизод)                                                         |
| 1957—1958   | с  | Театр Зейна Грея                  | Zane Grey Theater                        | разные роли (2 эпизода)                                                       |
| 1957—1958   | с  | Тонкий человек                    | The Thin Man                             | лейтенант Ральф Рейнс (4 эпизода)                                             |
| 1957—1959   | с  | Семья Маккой                      | The Real McCoys                          | разные роли (2 эпизода)                                                       |
| 1957—1972   | с  | Дымок из ствола                   | Gunsmoke                                 | разные роли (5 эпизодов)                                                      |
| 1958        | ф  | Я хочу жить!                      | I Want to Live!                          | сержант полиции                                                               |
| 1958        | ф  | Как молоды мы были                | As Young as We Are                       | Джон (в титрах не указан)                                                     |
| 1958        | ф  | Братья Карамазовы                 | The Brothers Karamazov                   | хозяин гостиницы (в титрах не указан)                                         |
| 1958        | ф  | Жаркий сезон                      | Hot Spell                                | грузчик (в титрах не указан)                                                  |
| 1958        | ф  | Кровавое кимоно                   | The Crimson Kimono                       | библиотекарь (в титрах не указан)                                             |
| 1958        | с  | Досье Уолтера Уинчелла            | The Walter Winchell File                 | Бенни (1 эпизод)                                                              |
| 1958        | с  | Официальный детектив              | Official Detective                       | Хэнк, торговец краденым (1 эпизод)                                            |
| 1958        | с  | Сломанная стрела                  | Broken Arrow                             | хозяин магазина (1 эпизод)                                                    |
| 1958        | с  | Театр 90                          | Playhouse 90                             | разные роли (2 эпизода)                                                       |
| 1958        | с  | Тихая служба                      | The Silent Service                       | начальник катера Вилли Уайлс (1 эпизод )                                      |
| 1958        | с  | Как выйти замуж за миллионера     | How to Marry a Millionaire               | П.Д. Томпкинс (1 эпизод)                                                      |
| 1958—1959   | с  | Калифорнийцы                      | The Californians                         | разные роли (3 эпизода)                                                       |
| 1959—1962   | с  | Перри Мейсон                      | Perry Mason                              | разные роли (4 эпизода)                                                       |
| 1958—1962   | с  | Истории Уэллс-Фарго               | Tales of Wells Fargo                     | разные роли (3 эпизода)                                                       |
| 1959        | с  | Дни в Долине смерти               | Death Valley Days                        | разные роли (2 эпизода)                                                       |
| 1959        | с  | Неприкасаемые                     | The Untouchables                         | мистер Ламарр (1 эпизод, в титрах не указан)                                  |
| 1959        | с  | Шаг за грань                      | One Step Beyond                          | коп (1 эпизод)                                                                |
| 1959        | с  | Помощник окружного прокурора      | The D.A.'s Man                           | Луис Камплар (1 эпизод)                                                       |
| 1959        | с  | Приграничный доктор               | Frontier Doctor                          | шериф Броули (1 эпизод)                                                       |
| 1959 —1961  | с  | Хеннеси                           | Hennesey                                 | разные роли (3 эпизода)                                                       |
| 1959—1961   | с  | Сыромятная плеть                  | Rawhide                                  | разные роли (3 эпизода)                                                       |
| 1960        | с  | Мистер Счастливчик                | Mr. Lucky                                | Рут (1 эпизод)                                                                |
| 1960        | с  | Стрелок Слейд                     | Shotgun Slade                            | маршал (1 эпизод)                                                             |
| 1960        | с  | Шоу Донны Рид                     | The Donna Reed Show                      | сержант Макдермотт (1 эпизод)                                                 |
| 1960        | с  | Техасец                           | The Texan                                | Харви Слоун (1 эпизод)                                                        |
| 1960        | с  | Разыскивается живым или мёртвым   | Wanted: Dead or Alive                    | Клит Коул (1 эпизод )                                                         |
| 1960        | с  | Приключения в раю                 | Adventures in Paradise                   | Пит (1 эпизод)                                                                |
| 1960        | с  | Чёрное седло                      | Black Saddle                             | Том Китинг (1 эпизод)                                                         |
| 1960        | с  | На Запад!                         | Guestward Ho!                            | мистер Бейли (1 эпизод)                                                       |
| 1960        | с  | Ларами                            | Laramie                                  | бармен (1 эпизод, в титрах не указан)                                         |
| 1960        | с  | Ричард Даймонд, частный детектив  | Richard Diamond, Private Detective       | Чарли Лондон (1 эпизод)                                                       |
| 1960        | с  | Натянутый канат                   | Tightrope                                | капитан Миллер (1 эпизод, в титрах не указан)                                 |
| 1960 —1961  | с  | Бонанза                           | Bonanza                                  | разные роли (3 эпизода)                                                       |
| 1960 — 1961 | с  | Шоу «Дюпона» с Джун Эллисон       | The DuPont Show with June Allyson        | разные роли (2 эпизода)                                                       |
| 1960 —1961  | с  | Дилижанс на Запад                 | Stagecoach West                          | разные роли (2 эпизода)                                                       |
| 1960 —1964  | с  | Сумеречная зона                   | The Twilight Zone                        | разные роли (3 эпизода)                                                       |
| 1961        | ф  | Взрывное поколение                | The Explosive Generation                 | капитан полиции                                                               |
| 1961        | с  | Помощник шерифа                   | The Deputy                               | Херб Коллинз (1 эпизод)                                                       |
| 1961        | с  | Ангел                             | Angel                                    | Хэл (1 эпизод)                                                                |
| 1961        | с  | Диснейленд                        | Disneyland                               | шериф Боб Хэтч (1 эпизод, в титрах не указан)                                 |
| 1961        | с  | Том Юэлл шоу                      | The Tom Ewell Show                       | Бак Томас (1 эпизод)                                                          |
| 1961        | с  | Прямо с телетайпа                 | Hot Off the Wire                         | Саймон Донахью (1 эпизод)                                                     |
| 1961        | с  | Стрелок                           | Gunslinger                               | Саймон Хесс (1 эпизод)                                                        |
| 1961        | с  | Данте                             | Dante                                    | Саймон Джон Ллойд (1 эпизод)                                                  |
| 1961        | с  | Высокий человек                   | The Tall Man                             | Баркер (1 эпизод)                                                             |
| 1961        | с  | 87-й полицейский участок          | 87th Precinct                            | Гарри (1 эпизод)                                                              |
| 1961        | с  | Новое поколение                   | The New Breed                            | разные роли (2 эпизода)                                                       |
| 1961— 1962  | с  | Шоу Дика Пауэлла                  | The Dick Powell Show                     | разные роли (2 эпизода)                                                       |
| 1962        | тф | Больница неотложной помощи        | Emergency Hospital                       | Мюллер                                                                        |
| 1962        | с  | Успех Доби Гиллис                 | The Many Loves of Dobie Gillis           | Генри Кэбот Лут (старший) (1 эпизод )                                         |
| 1962        | с  | Сотня Кейна                       | Cain's Hundred                           | бармен (1 эпизод, в титрах не указан)                                         |
| 1962        | с  | Бен Кэйси                         | Ben Casey                                | полицейский (1 эпизод)                                                        |
| 1962        | с  | Доктор Килдэр                     | Dr. Kildare                              | Эдди Бойкин (1 эпизод)                                                        |
| 1962        | с  | Шоу Гертруды Берг                 | The Gertrude Berg Show                   | отец Сьюзен (1 эпизод)                                                        |
| 1962        | с  | Энсин О’Тул                       | Ensign O'Toole                           | коммодор (1 эпизод)                                                           |
| 1962        | с  | Новое шоу Лоретты Янг             | The New Loretta Young Show               | мистер Сталстилл (1 эпизод )                                                  |
| 1962        | с  | Наш человек Хиггинс               | Our Man Higgins                          | Бамастер (1 эпизод)                                                           |
| 1962        | с  | Шах и мат                         | Checkmate                                | Томас Маллой (1 эпизод)                                                       |
| 1962—1963   | с  | Деннис-мучитель                   | Dennis the Menace                        | разные роли (2 эпизода)                                                       |
| 1963        | с  | Идти своим путём                  | Going My Way                             | сержант Эл Паркер (1 эпизод )                                                 |
| 1963        | с  | Виргинец                          | The Virginian                            | Хью (1 эпизод )                                                               |
| 1963—1964   | с  | Новое шоу Фила Силверса           | The New Phil Silvers Show                | Бринк (17 эпизодов)                                                           |
| 1963—1964   | с  | Шоу Люси                          | The Lucy Show                            | разные роли (2 эпизода)                                                       |
| 1964        | ф  | Тигр идёт                         | A Tiger Walks                            | мистер Блонден, редактор (в титрах не указан)                                 |
| 1964—1965   | с  | Мой любимый марсианин             | My Favorite Martian                      | разные роли (2 эпизода)                                                       |
| 1965        | с  | Правосудие Берка                  | Burke's Law                              | Коди (1 эпизод)                                                               |
| 1965        | с  | Венди и я                         | Wendy and Me                             | Джонни (1 эпизод)                                                             |
| 1965        | с  | Очень необычная услуга            | A Very Special Favor                     | бармен (1 эпизод)                                                             |
| 1965        | с  | О.К. Крэкерби!                    | O.K. Crackerby!                          | мистер Джонс (1 эпизод)                                                       |
| 1966        | ф  | Бэтмен                            | Batman                                   | шеф полиции О’Хара                                                            |
| 1966—1968   | с  | Бэтмен                            | Batman                                   | шеф полиции О’Хара (120 эпизодов )                                            |
| 1967—1968   | с  | Тёщи                              | The Mothers-In-Law                       | разные роли (2 эпизода)                                                       |
| 1968        | с  | Адам-12                           | Adam-12                                  | мистер Уокер (1 эпизод)                                                       |
| 1968        | с  | Призрак и миссис Мюир             | The Ghost & Mrs. Muir                    | Баззи Фенвик (1 эпизод)                                                       |
| 1969        | с  | Три моих сына                     | My Three Sons                            | сержант Перкинс (1 эпизод )                                                   |
| 1969        | с  | Я мечтаю о Джинни                 | I Dream of Jeannie                       | лейтенант Морган (1 эпизод )                                                  |
| 1969        | с  | Любовь по-американски             | Love, American Style                     | суперинтендант (1 эпизод)                                                     |
| 1969        | с  | Молодые юристы                    | The Young Lawyers                        | менеджер в бильярдной (1 эпизод)                                              |
| 1969        | с  | Хорошие парни                     | The Good Guys                            | Энджел (1 эпизод)                                                             |
| 1970        | с  | Вот — Люси                        | Here's Lucy                              | детектив полиции Хэллоран (1 эпизод)                                          |
| 1970        | с  | Босиком в парке                   | Barefoot in the Park                     | шериф (1 эпизод)                                                              |
| 1971        | с  | Эта девушка                       | That Girl                                | Джим (1 эпизод)                                                               |
| 1972        | с  | Макмиллан и жена                  | McMillan & Wife                          | Борис Поттер (1 эпизод)                                                       |
| 1972        | с  | Баначек                           | Banacek                                  | шеф полиции (1 эпизод)                                                        |
| 1972        | с  | Бриджет любит Берни               | Bridget Loves Bernie                     | мистер Кавендиш (1 эпизод)                                                    |
| 1973        | ф  | Дикое похищение                   | Cycle Psycho                             |                                                                               |
| 1973        | с  | Кунг-фу                           | Kung Fu                                  | отец Клэнси (1 эпизод)                                                        |
| 1973        | с  | Возлюби своего соседа             | Love Thy Neighbor                        | (1 эпизод)                                                                    |
| 1974        | с  | Ковбои                            | The Cowboys                              | Зеб Ворчок (1 эпизод)                                                         |
| 1975        | ф  | Линду Лавлейс в президенты        | Linda Lovelace for President             | грязный старик                                                                |
| 1975        | с  | Чертова служба в госпитале МЭШ    | M*A*S*H                                  | сержант Клэй (1 эпизод)                                                       |
| 1975        | с  | Менникс                           | Mannix                                   | Доби (1 эпизод)                                                               |
| 2018        | ф  | Другая сторона ветра              | The Other Side of the Wind               | Эл Денни                                                                      |